# Umutinas

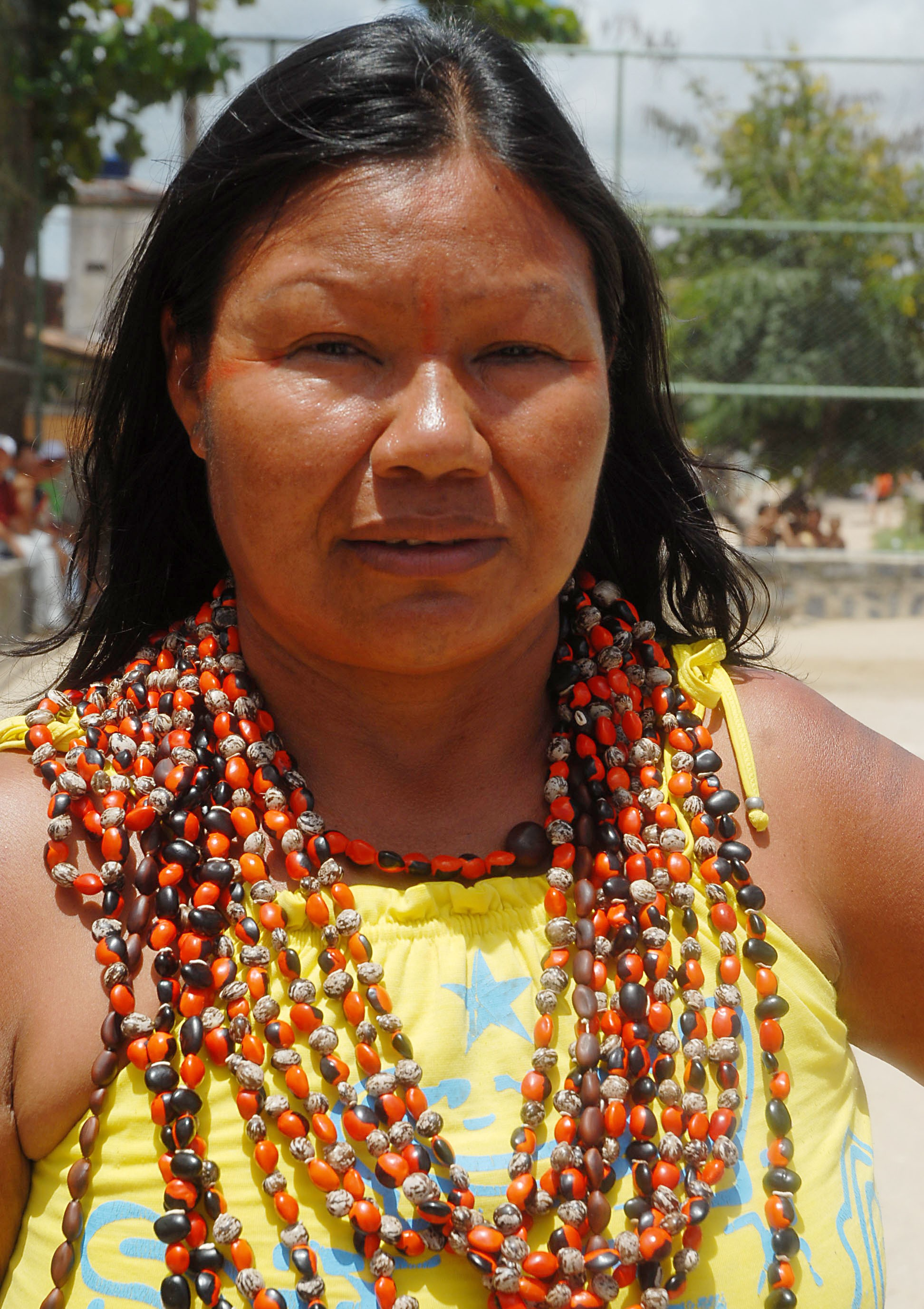
Creuza Umutina, a primeira mulher líder de aldeia indígena brasileira

Os umutinas são um grupo indígena que habita a margem direita do rio Paraguai, no estado brasileiro de Mato Grosso, onde se encontra a Área Indígena Umutina. Eram chamados de Barbados por possuírem ralas barbas, que consideravam sinal de orgulho.
No início do século XX foram descritos como indígenas agressivos e violentos por impedirem pela força, a invasão de seu território tribal, invadido pelos homens brancos.
A pacificação definitiva deu-se em 1911, com o contato realizado pelo Coronel Rondon entre os rios Paraguai e Bugres, que determinou ao Governo do Estado que demarcasse aquelas terras como posse dos Umutina. Apesar disso, o grupo continuou a ser exterminado por parte dos extrativistas da região e também pelas doenças como a gripe, o sarampo, a tuberculose e a bronco-pneumonia.

## Atividades
A atividade principal do povo Umutina era a agricultura e consistia principalmente do plantio de milho e da mandioca. A pesca era realizada com arco e flecha e as mulheres preparavam os peixes com mingau e pimenta. As caçadas e a coleta de mel, frutos, cogumelos, resinas e ervas medicinal complementavam subsistência do grupo. Hoje, dedicam-se a criação de gado, ao trabalho nas fazendas da região, a venda do pescado e aos projetos agrícolas da FUNAI.

## Aspectos sociais e religiosos
Segundo Harald Schultz os relacionamentos entre os umutinas eram monógamos. Os pais decidiam o futuro esposo de suas filhas e o dia do casamento, quando era realizada uma cerimônia em que o casal pintava o corpo inteiramente de urucu.